# Han Berger
Han Berger (17 de junio de 1950) es un exfutbolista neerlandés que se desempeñaba como defensa y entrenador.
Dirigió en equipos como el FC Utrecht, FC Groningen, AZ Alkmaar, Fortuna Sittard, FC Dordrecht, Sparta de Rotterdam, SC Cambuur y Oita Trinita.

## Clubes

### Como futbolista
| Club  | País         | Año         |
| ----- | ------------ | ----------- |
| Velox | Países Bajos | 1968 - 1970 |

### Como entrenador
| Club                | País         | Año         |
| ------------------- | ------------ | ----------- |
| FC Utrecht          | Países Bajos | 1976 - 1983 |
| FC Groningen        | Países Bajos | 1983 - 1986 |
| AZ Alkmaar          | Países Bajos | 1986        |
| Fortuna Sittard     | Países Bajos | 1987        |
| FC Utrecht          | Países Bajos | 1987 - 1989 |
| Fortuna Sittard     | Países Bajos | 1989 - 1991 |
| FC Dordrecht        | Países Bajos | 1992 - 1993 |
| Sparta de Rotterdam | Países Bajos | 1993 - 1995 |
| SC Cambuur          | Países Bajos | 1996 - 1998 |
| Oita Trinita        | Países Bajos | 2004        |